# Trox scaber
|               |
| Vorderansicht |
|               |
| Seitenansicht |
|               |
| Unterseite    |

Trox scaber, auch Rauer Erdkäfer genannt, ist ein Käfer aus der Familie der Erdkäfer (Trogidae).  Diese wurden früher zu den Blatthornkäfern gestellt, weil der Bau der Fühler in beiden Familien ähnlich ist. Das fünf bis acht Millimeter lange Tier ist durch Verschleppung fast über die ganze Erde verbreitet und lebt in Vogelnestern.
Die Gattung Trox ist weltweit mit 46, in Europa mit 21 Arten vertreten, die alle zur Untergattung Trox gehören. In Mitteleuropa trifft man etwa acht Arten an.
Der Gattungsname Trox (von altgr. τροξ trox Nager) bezieht sich möglicherweise darauf, dass der Oberkiefer gegabelt ist (lat. Maxilla bifida). Der Artname scaber (lat. scaber = rau) spielt auf die raue Oberfläche der Flügeldecken an.

## Körperbau des Käfers
Der Käfer ist schwarz bis schwarzbraun, die Fühler rostrot. Die Borsten sind bräunlich-gelb und nicht schwarz. Der Körper ist kurz, verkehrt eiförmig und stark gewölbt.
Der Kopf ist in den Halsschild zurückgezogen. Die Fühler sind zehngliedrig, die letzten drei Glieder bilden einen Fächer, der durch die feine Behaarung matt erscheint. Das erste Glied der Geißel ist lang und auf der Unterseite leicht ausgehöhlt. Die Mundwerkzeuge sind nach unten gerichtet und liegen nicht mit dem Kopfschild in einer Ebene. Die Oberkiefer sind kurz mit kleiner fast glatter Mahlfläche. Die Kiefertaster sind ziemlich kurz, das Endglied länglich. Das dritte Lippentasterglied ist eiförmig verdickt.
Der Halsschild ist seitlich und an der Basis gerandet. Seitlich schließt er mit einer Reihe kurzer Borsten ab, an der Basis sitzen weniger regelmäßig etwas längere Borsten. Die gewölbte Scheibe ist grob skulpturiert und besitzt ebenfalls Borstenreihen.
Die Flügeldecken bedecken das Telson. Jede Flügeldecke trägt 10 schmale, gerade und schwach punktierte Streifen. Dazwischen liegen abwechselnd etwa viermal so breite, höher gewölbte und nur etwa dreimal so breite, weniger gewölbte Zwischenräume. Auf den höheren und breiteren Zwischenräumen sitzt je eine Reihe von kleinen Höckern, die mit kurzen kräftigen Borsten besetzt sind. Auf den schmaleren Zwischenräumen fehlen die Höcker und die Borsten sind wesentlich spärlicher und in einer Reihe von sehr kleinen Borstentüpfelchen gruppiert. Die Seiten der Flügeldecken sind mit einer Reihe kurzer Borsten berandet.
Die Vorderbrust ist zwischen den Vorderbeinen nach hinten verlängert. Dieser Prosternalfortsatz ist kurz und spitz. Der Hinterleib zeigt nur fünf Sternite. Die Hüften des mittleren Beinpaars sind sehr klein und rundlich. Die Beine haben fünfgliedrige Tarsen und die Vorderbeine sind durch den gezähnten Außenrand der Schienen als Grabbeine ausgebildet.

## Lebensweise
Die wärmeliebenden Käfer können durch Reiben des Hinterleibs an den Flügeldecken zirpende Geräusche erzeugen. Die Art findet man vor allem im Unterbau älterer großer Vogelnester, aber auch in kleineren Vogelnestern, an Vogelkadavern und Fellresten, die sie benagen. Vereinzelt trifft man sie auch am Eingang zu unterirdischen Tierbauen an. Die adulten Tiere fliegen nur ungern.

## Verbreitung
Die Art ist nahezu weltweit verbreitet. In Mitteleuropa ist sie in niedrigen Lagen häufig, in den Alpen kommt sie nur selten vor.